# Кластавський поток
Кластавський поток (словац. Klastavský potok) — річка в Словаччині, права притока Белуйского потоку, протікає в округах Банська Штявниця і Крупіна.
Довжина — 30 км.
Витік знаходиться в масиві Штявницькі гори на висоті 820 метрів.
Впадає у Белуйски поток біля села Гонтьянське Тесаре.